# Lord-lieutenant du Selkirkshire
Ceci est une liste de personnes qui ont servi comme Lord Lieutenant du Selkirkshire. L'office a été supprimé en 1975, et remplacé par le Lord Lieutenant de Roxburgh, Ettrick and Lauderdale.
- Charles Montagu-Scott, Comte de Dalkeith 17 mars 1794 – 1797
- Francis Napier, 8e Lord Napier 17 novembre 1797 – 1er août 1823
- Henry Montagu-Scott, 2e Baron Montagu de Boughton 25 août 1823 – 30 octobre 1845
- Henry Hepburne-Scott, 7e Lord Polwarth 5 décembre 1845 – 16 août 1867
- Alan Eliott-Lockhart 15 novembre 1867 – 15 mars 1878
- Walter Hepburne-Scott, 8e Lord Polwarth  2 mai 1878 – 1920
- Maj. Charles Henry Scott Plummer 6 juin 1920 – 26 juin 1948
- Sir Samuel Strang Steel, 1st Baronnet 13 septembre 1948 – 1958[1]
- V-Adm. Sir Edward Michael Conolly Abel Smith 15 février 1958 – 1975[2]
- Walter Montagu-Douglas-Scott, 9e Duc de Buccleuch 16 mars 1975 – 1975[3]
- Buccleuch est devenu Lord Lieutenant de Roxburgh, Ettrick and Lauderdale